# Streptomyces avermitilis
Espèce
Synonymes
- Streptomyces avermectinius
Takahashi et al. 2002[4]

Streptomyces avermitilis est une espèce de bactéries de l'ordre des Actinomycetales. Il s'agit d'un microorganisme à Gram positif et à taux de GC élevé. On l'utilise pour produire des avermectines, parmi lesquelles l'ivermectine et l'abamectine sont les médicaments les plus employés comme anthelmintiques et insecticides contre les nématodes et les arthropodes.
Le génome de Streptomyces avermitilis a été entièrement séquencé en 2003 ; il forme un chromosome unique et linéaire, contrairement à la plupart des bactéries, qui ont des chromosomes circulaires.